# Caladenia longicauda
Caladenia longicauda là một loài lan sinh sống tại vùng Tây Nam tiểu bang Tây Úc.

## Hình ảnh

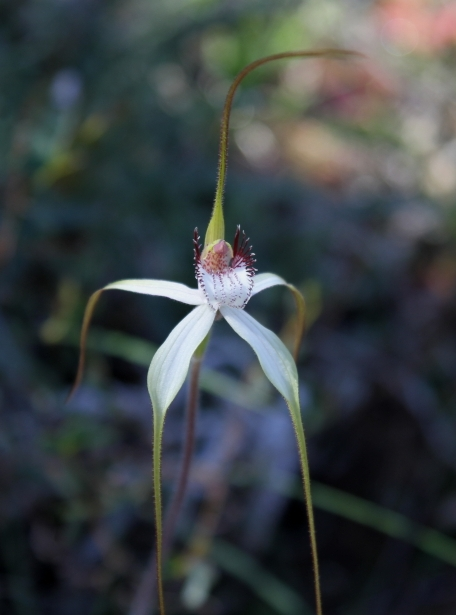
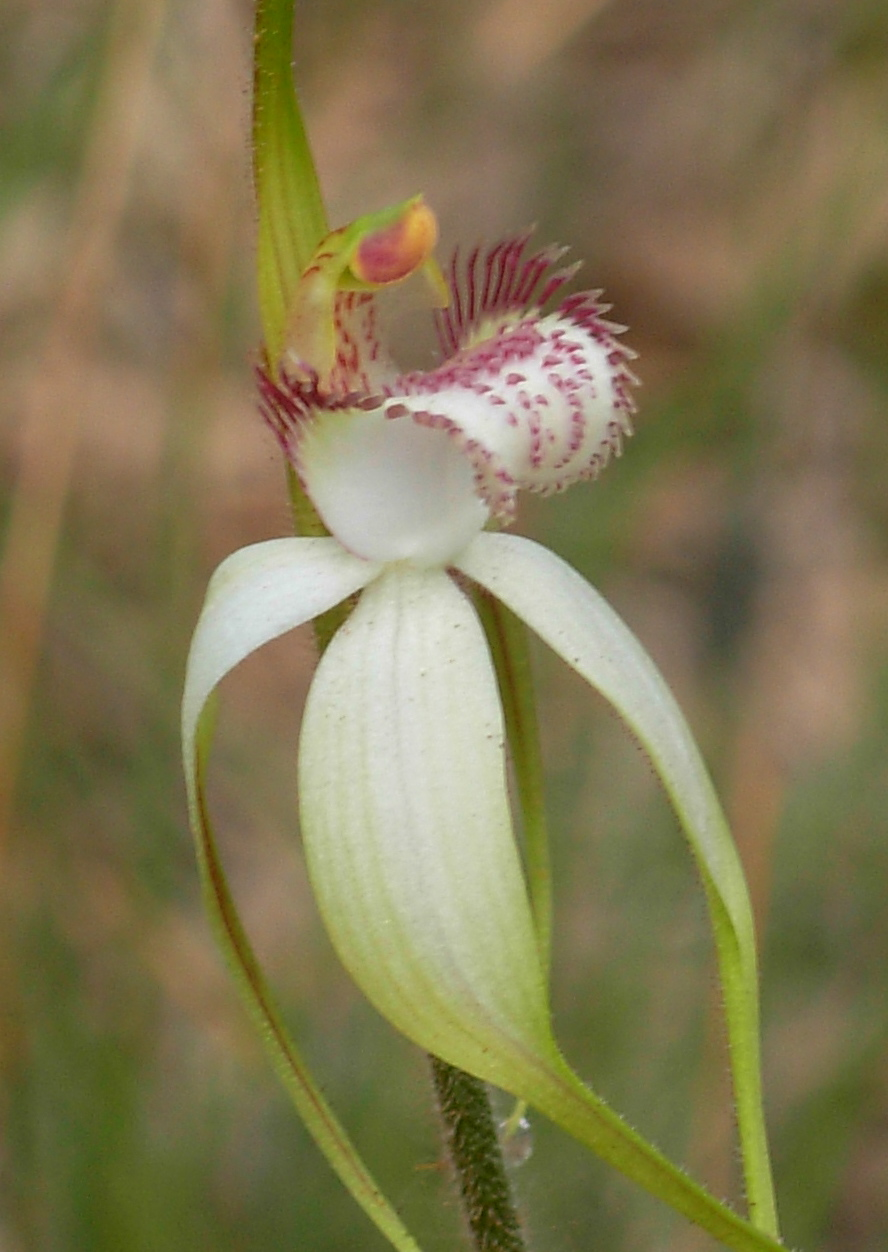
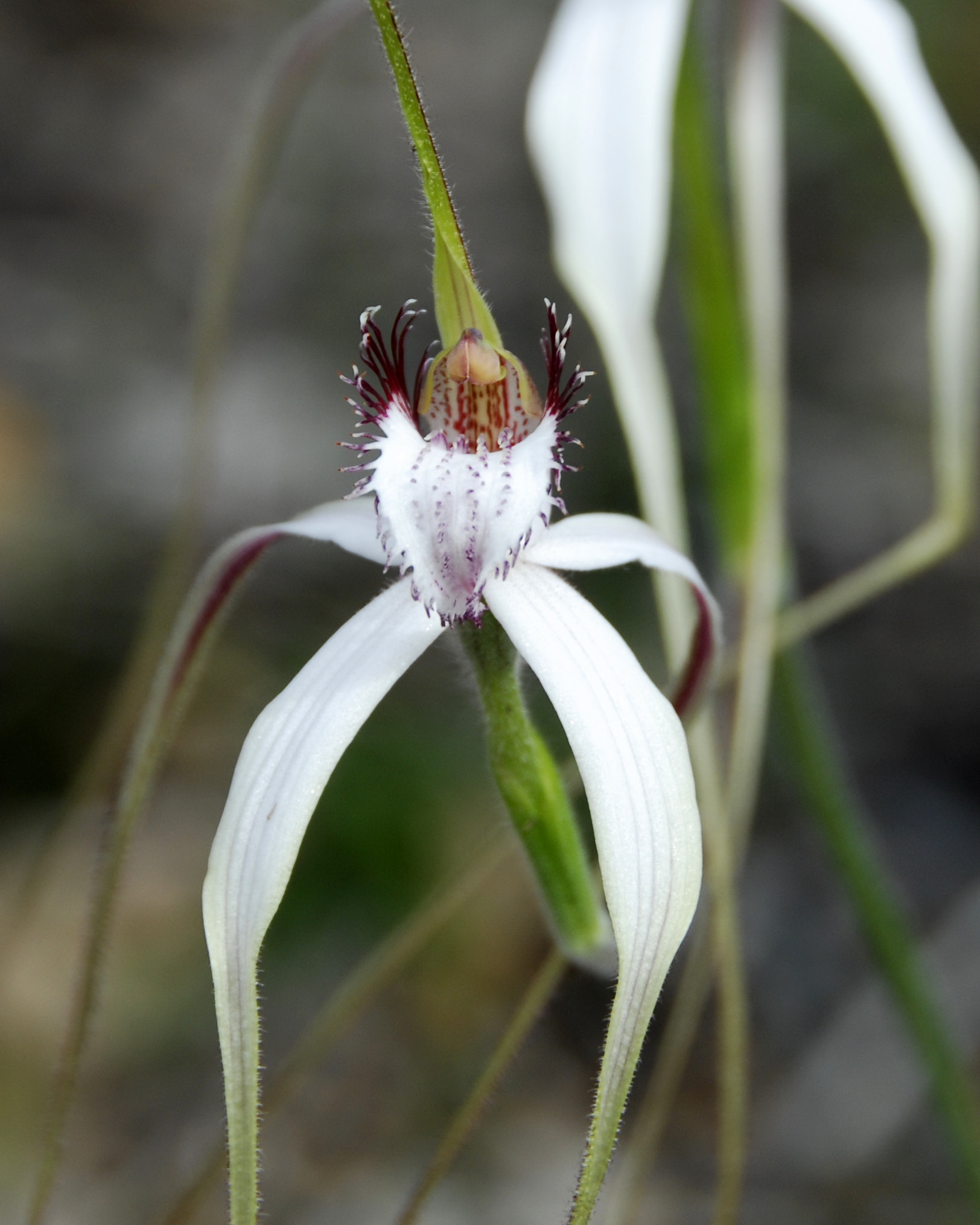
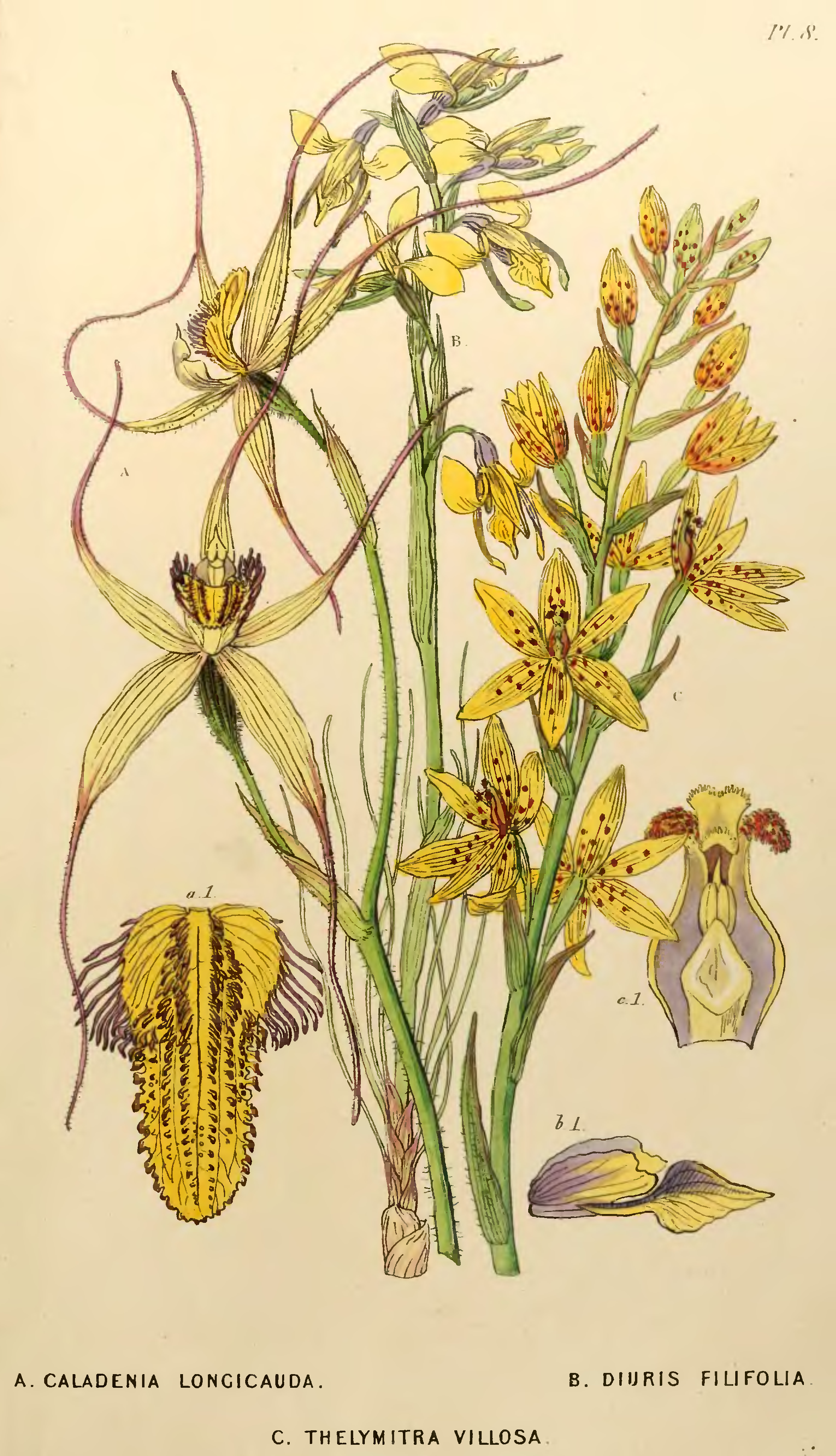